# 345
سنة 345 م (بالأرقام الرومانية: CCCXLV) كانت سنة بسيطة تبدأ يوم الثلاثاء (الرابط يظهر نموذج الجدول الزمني الكامل للسنة) من التقويم اليولياني. بدأت تسمية السنة ب345 منذ العصور الوسطى المبكرة، عندما أصبح تقويم أنو دوميني هو الأسلوب السائد في أوروبا لتسمية السنوات.

## مواليد
- إفاغريوس البنطي